# 永登浦消防署
永登浦消防署（ヨンドゥンポしょうぼうしょ）はソウル消防災難本部所属の消防署である。

## 管轄区域
- 永登浦区

## 沿革
- 1946年5月1日 - 設置。管轄は永登浦区。
- 1973年7月1日 - 冠岳区設置に伴い、管轄が永登浦区、冠岳区になる。
- 1977年9月1日 - 江西区設置に伴い管轄が永登浦区、冠岳区、江西区になる。
- 1979年12月20日 - 南部消防署（現在の瑞草消防署）設置に伴い冠岳区を管轄から外す。これに伴い管轄が永登浦区、江西区になる。
- 1980年4月1日 - 九老区設置に伴い、管轄が永登浦区、九老区、江西区になる。
- 1982年12月21日 - 江西消防署設置に伴い江西区と九老区のうち高尺1、2洞、開峰1、2、3洞、梧柳1、2洞を管轄から外す。これに伴い管轄が永登浦区、九老区（高尺1、2洞、開峰1、2、3洞、梧柳1、2洞を除く）になる。
- 1992年6月2日 - 九老消防署設置に伴い九老区の一部を管轄から外す。管轄が永登浦区のみになる。
- 1992年11月25日 - 現在の庁舎が完成。

## 119安全センター
| 119安全センター       | 住所                     | 管轄区域                                        |
| --------------------- | ------------------------ | ----------------------------------------------- |
| 永登浦119安全センター | 永登浦区文来路197        | 永登浦区のうち永登浦洞、文来洞、道林洞、新吉3洞 |
| 堂山119安全センター   | 永登浦区楊坪路70-1       | 永登浦区のうち堂山洞、楊坪洞                    |
| 汝矣島119安全センター | 永登浦区議事堂大路162    | 永登浦区のうち汝矣島洞                          |
| 大林119安全センター   | 永登浦区道林路212        | 永登浦区のうち大林洞、新吉5、6洞                |
| 新吉119安全センター   | 永登浦区永登浦路84ギル31 | 永登浦区のうち新吉1、2、4、7洞                  |